# 海燕號
海燕號（RV Petrel）是微軟聯合創始人保羅·艾倫所擁有的一艘研究船，長度為76.45公尺（250.8英尺）。 該船以海鳥海燕的名字命名。2016年，保羅·艾倫向Subsea 7公司購買這艘近海服務船。2017年，該船完成廣泛改裝，成為一艘深海研究船。 它是世界上唯一可勘探6,000公尺（19,685英尺）深度的私人船隻。海燕號可以試驗從未使用過的新型深海設備。

## 探測史
探險小組於2015年1月利用八爪魚號（Octopus）繪製了380平方英里（980平方公里）的鐵底海峽（Ironbottom Sound）地圖，確定了29個失事地點，7個失事殘骸場以及幾個可能的飛機位置。
在探險小組所發現的29艘沉船中，其中6艘被被確認為阿斯托利亞號重巡洋艦、昆西號重巡洋艦、萬森納號巡洋艦、北安普敦號巡洋艦、亞特蘭大號巡洋艦和堪培拉號重巡洋艦。有11艘殘骸初步確定是沃克號驅逐艦、綾波號驅逐艦、德黑文號驅逐艦、夕立號驅逐艦、吹雪號驅逐艦、拉菲號驅逐艦、蒙森號驅逐艦、巴頓號驅逐艦、庫欣號驅逐艦、里特號驅逐艦和普雷斯頓號驅逐艦。其餘12個殘骸位置尚未確認，需要進一步研究。

### 2015年

#### 武藏號

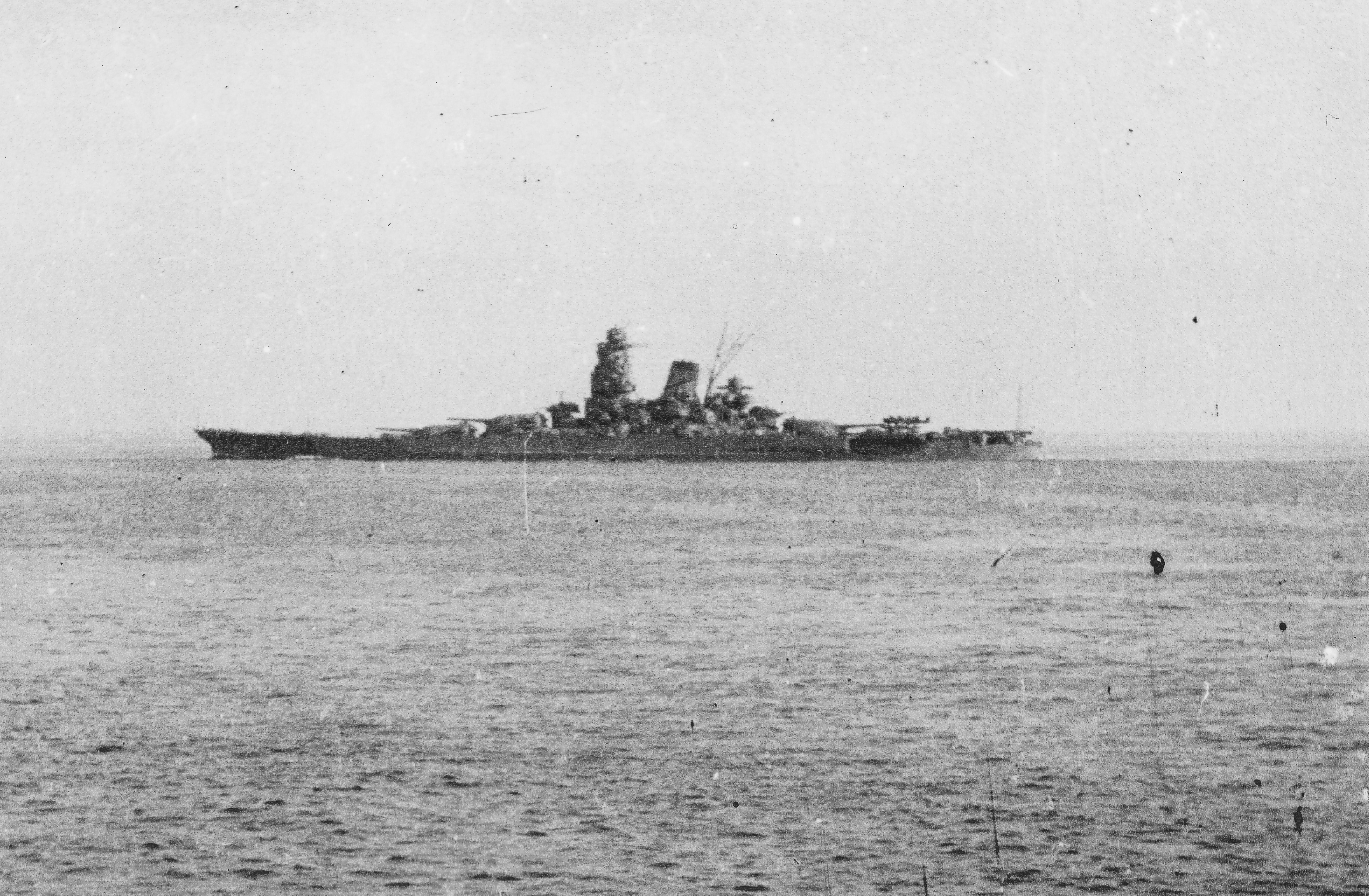
武藏號戰艦，拍攝於1944年

經過幾年的搜尋，探險小組透過八爪魚號於2015年3月發現大日本帝國的武藏號戰艦。這一發現成為世界各地的新聞頭條。

#### 胡德號
在獲得英國國防部的許可後，該小組於2015年8月從海中撈起胡德號戰鬥巡洋艦的艦鐘。胡德號戰鬥巡洋艦的船員中只有三人倖存下來，其中一個人希望收回船鐘以紀念船友。安妮长公主於2016年5月24日为船钟揭幕，以紀念皇家海軍史上最多人喪生（1,415名）的單艘船隻下水75週年。

### 2017年

#### 阿蒂格利埃爾號
2017年3月，探險小組於西西里島和馬耳他島海域，約3600米處發現了義大利皇家海軍的驅逐艦阿蒂格利埃爾號。

#### 印第安納波利斯號

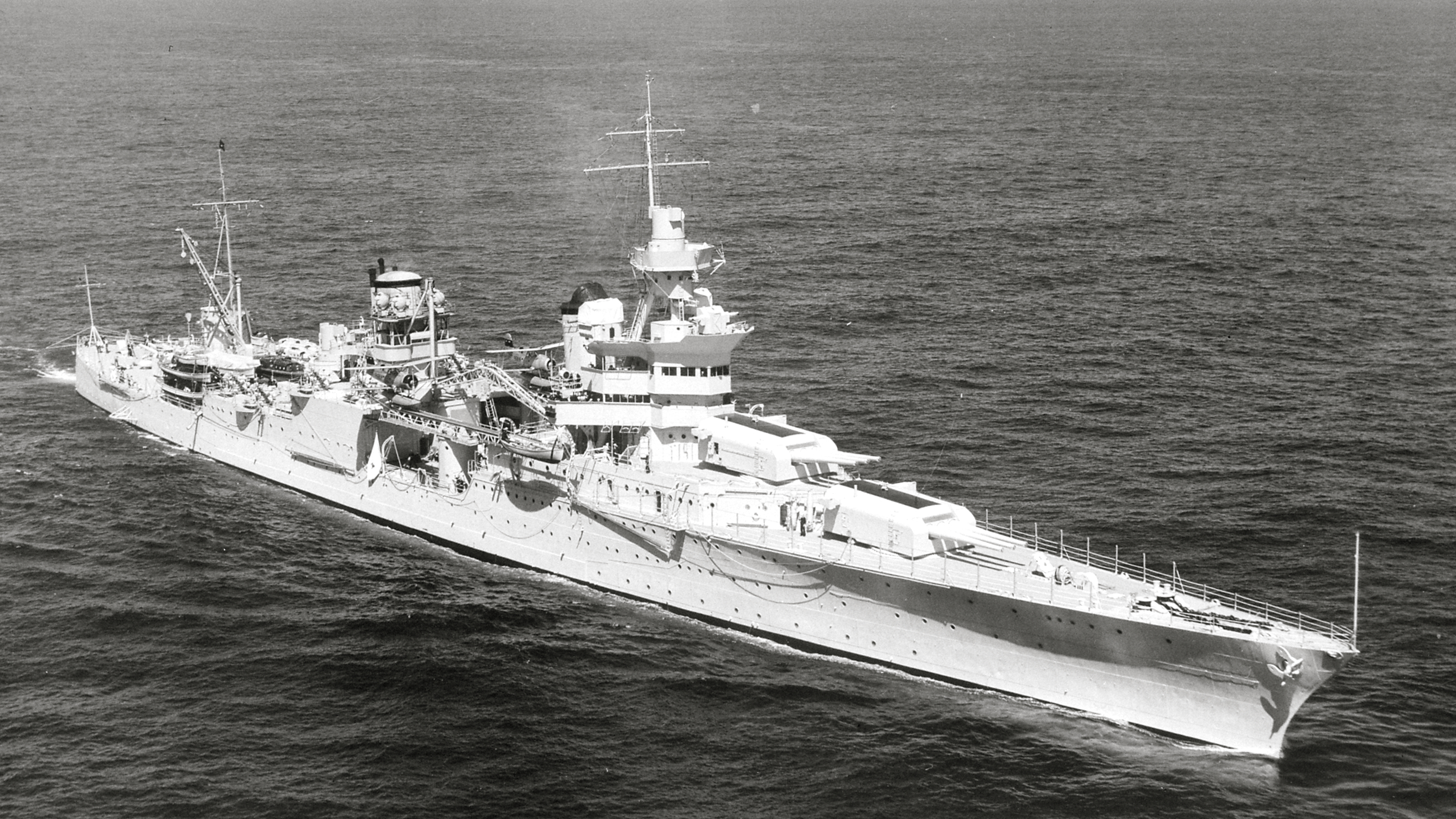
印第安納波利斯號重型巡洋艦，拍攝於1939年

2017年8月19日，探險小組發現印第安納波利斯號重型巡洋艦。印第安納波利斯號重型巡洋艦是歷史上最難以捉摸的沉船之一，同時也是美軍歷史上單一船隻沉沒死亡人數最多的慘劇，被發現在菲律賓海5,500米（約18,000英尺）的海底，這一發現成為世界各地的頭條新聞。
印第安納波利斯號的殘骸呈現直立的狀態，船體和武器完好無損。

#### 蘇里高海峽
在發現印第安納波利斯號後，海燕號於2017年10月航行到蘇里高海峽，參加雷伊泰灣海戰的73週年紀念活動。
2017年11月，在獲得菲律賓國家博物館的認可後，海燕號開始蘇里高海峽進行調查，再透過船上的當地歷史學家證實後。
探險小組被證實發現了大日本帝國的扶桑號戰艦、山城號戰艦、滿潮驅逐艦、山雲驅逐艦、朝雲驅逐艦的殘骸，這五艘船隻也是蘇里高海峽海戰中西村祥治海軍中將指揮的艦隊。並在該場戰役中沈沒。

#### 奧爾莫克灣和華德號
2017年12月，海燕號探索了菲律賓奧爾莫克灣，並發現美國海軍的華德號驅逐艦、庫柏號驅逐艦，大日本帝國的島風號驅逐艦和長波驅逐艦和若月驅逐艦兩艘夕雲型驅逐艦的殘骸。
發現華德號驅逐艦殘骸同時是12月7日珍珠港事變76週年紀念的中心主題。

### 2018年

#### 返回奧爾莫克灣
2018年1月上旬，海燕號返回奧爾莫克灣，並派遣水下攝影機潛入了一艘於2017年發現的另一艘夕雲型驅逐艦，最終該艦被確定為濱波驅逐艦。

#### 菲律賓海的C-2灰狗式運輸機
2018年2月，海燕號與美國海軍合作，並尋獲2017年11月22日隆納·雷根號航空母艦行駛菲律賓海途中，墜入海底的C-2灰狗式運輸機殘骸，殘骸位於5,639米處。

### 列星頓號

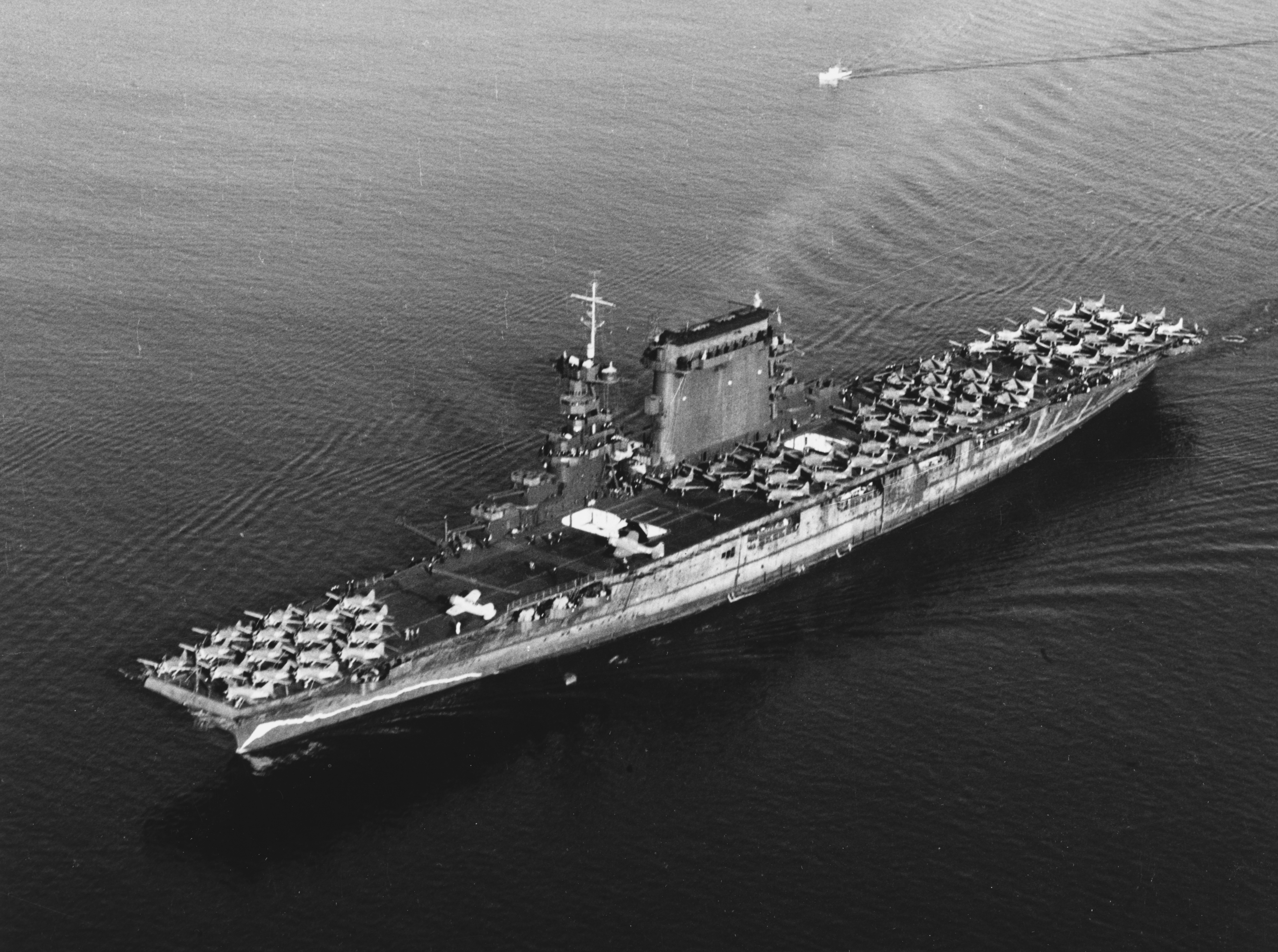
列星頓號航空母艦，拍攝於1941年

2018年3月4日，海燕號探索了珊瑚海，並宣布於海底3,000米深處發現美國海軍列星頓號航空母艦的殘骸，該船在太平洋戰爭的珊瑚海海战中受到重創沉沒。

#### 朱諾號
2018年3月17日，探險小組找到了美國海軍亞特蘭大級輕巡洋艦朱諾號的殘骸，該船於瓜達爾卡納爾島戰役遭到日本潛艇擊沉，共有687人在此事件喪生，其中包含了著名的蘇利文兄弟。

#### 海倫娜號
2018年4月11日，探險小組宣布發現了美國海軍海倫娜號輕巡洋艦的殘骸，該船於庫拉灣海戰遭到日本驅逐艦發射的三枚魚雷擊沉，造成了約168人死亡。

#### HMAS AE1
HMAS AE1為澳大利亞皇家海軍的E級潛艇，在服役不到七個月後，於1914年9月14日巴布亞紐幾內亞附近的海上失蹤。2017年12月，探險小組於約克公爵群島附近的第13次搜索任務中意外發現了該潛艇的殘骸，該潛艇位於水下約300公尺以下的區域，呈現較為完好的狀態。

### 2019年

#### 新月號
探險小組於2019年1月在745米（2,444英尺）的海底發現大日本帝國新月驅逐艦的殘骸，殘骸受到嚴重破壞，但桅杆仍然附著且完整，還值得注意的是，海燕號所拍攝的殘骸照片，實則為該船舶首次被拍攝的照片，已知並沒有任何新月號服役的存世照片。

#### 神通號
2019年2月，海燕號探險小組在所羅門群島庫拉灣口附近發現大日本帝國神通號輕巡洋艦的殘骸。破損的巡洋艦位於900米（3,000英尺）的海底。 

#### 比叡號
2019年2月6日，探險小組宣布發現日本大日本帝國比叡號戰艦的殘骸，這是第二次世界大戰時沉沒的第一艘日本戰列艦，比叡號戰艦沉沒在所羅門群島薩沃島西北900米（3,000英尺）深處海底。比叡號是探險小組發現的第四艘日本戰艦，當時武藏號已經於2015年3月被發現，而扶桑號戰艦、山城號戰艦則於2017年11月被發現。

#### 大黃蜂號

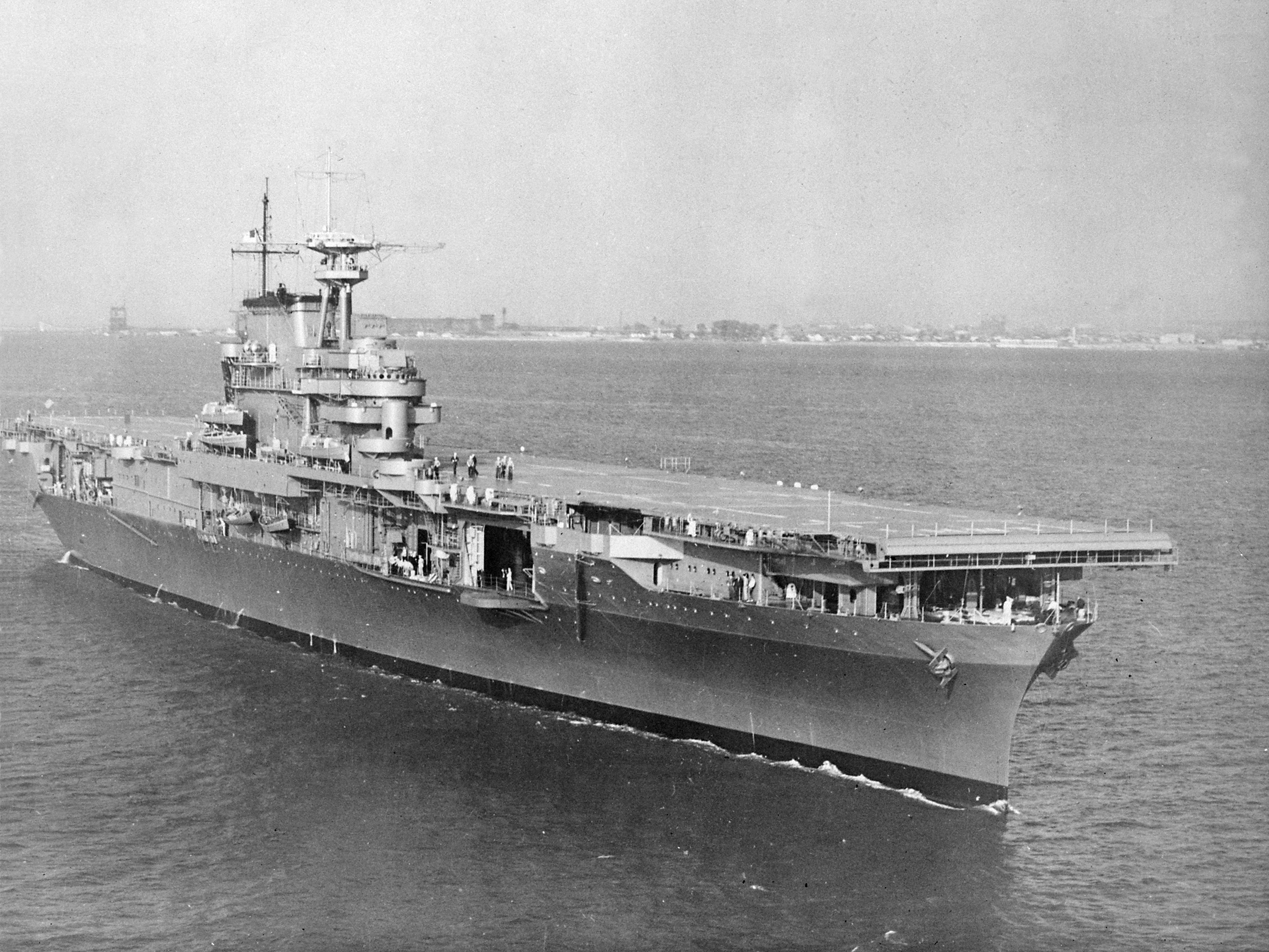
大黃蜂號航空母艦，拍攝於1941年

2019年2月12日，探險小組宣布在所羅門群島附近17,700英尺（5,400米）深處找到美國海軍大黃蜂號航空母艦的殘骸。大黃蜂號於聖克魯斯群島海戰時遭到日軍擊沉，由於沈沒期間艦上的甲板上發生大火，因此殘骸一部分的飛行甲板已經坍塌，此外船尾的一部分則遭到嚴重受損，但船體大部分則保持完好無損的狀態。幾架飛機和車輛則散落在沉船遺址周圍。

#### 斯特朗號
2019年3月13日，探險小組宣布他們在13,800英尺（4,200米）深處發現美國海軍弗萊徹級驅逐艦斯特朗號的殘骸。

#### 古鷹號
2019年5月4日，探險小組宣布發現大日本帝國古鷹號重巡洋艦的殘骸，位在1,400米（4,600英尺）海底深處，該艦於埃斯佩兰斯海角海战遭到美國巡洋艦和驅逐艦擊沉。

#### 摩耶號
2019年7月1日，探險小組宣佈在菲律賓巴拉望島海岸附近發現大日本帝國摩耶號重巡洋艦的殘骸，其船艏與船體分離，不過艦橋結構大致保持良好，位在1,850公尺（6,070英尺）海底。

#### 最上號
2019年9月9日，探險小組宣佈在保和海發現日本最上號重巡洋艦的殘骸。大部分船體完好無損，位在1,450米（4,760英尺）的海底。

#### 聖羅號
2019年10月10日，探險小組宣佈發現了聖羅號護航航空母艦的殘骸，該艦因雷伊泰灣海戰中遭遇零式艦上戰鬥機的襲擊而重創沈沒，位於薩馬島附近菲律賓海溝邊緣的15,538 英尺（4,736米）深處。

#### 加賀號

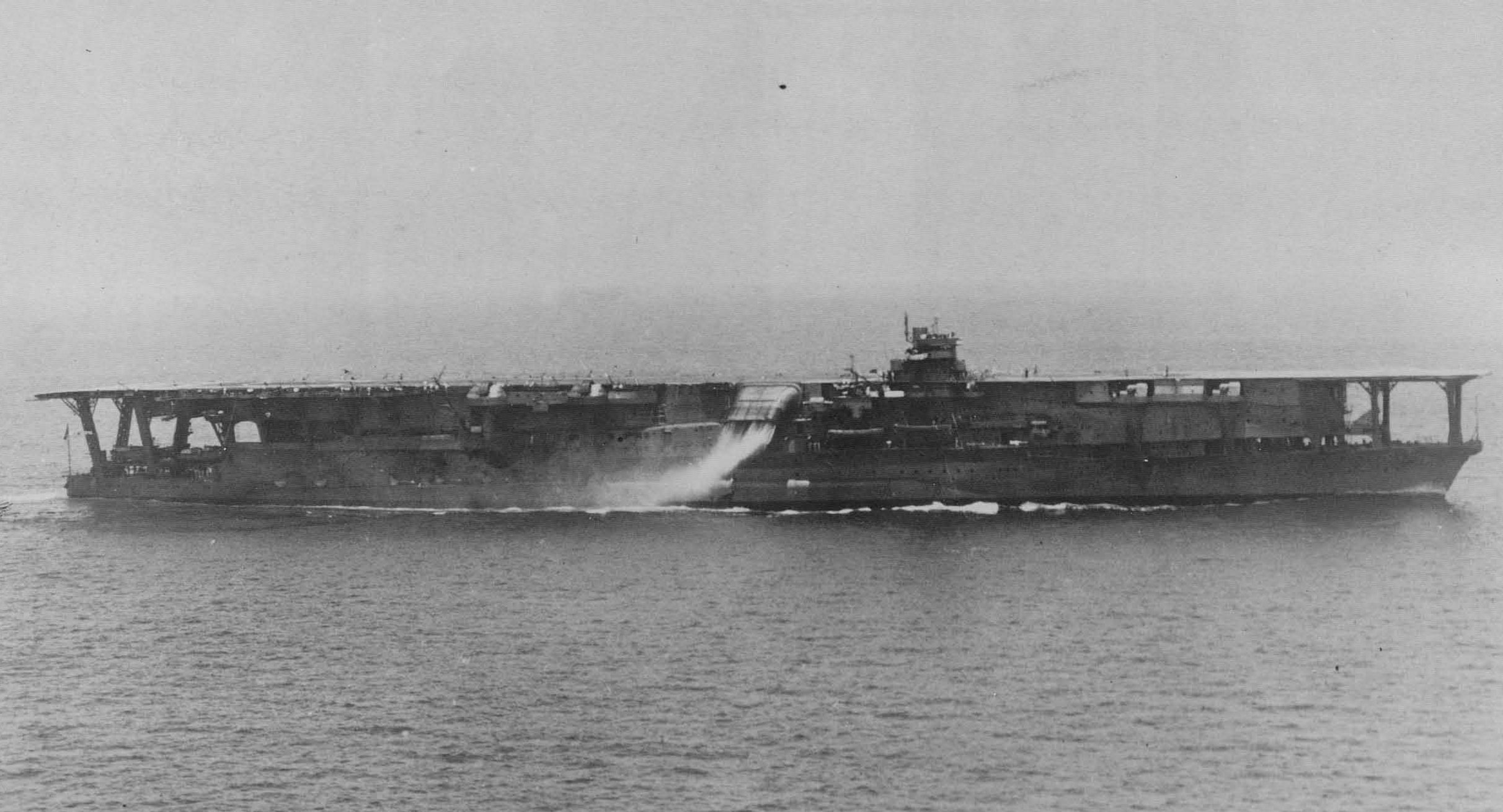
加賀號航空母艦

2019年10月18日，海燕號在中途島環礁附近發現日本加賀號航空母艦的殘骸。加賀號位於海底5,400米（17,700英尺）深處，飛行甲板大部分已經消失，船體上則生長着大量的海洋生物。同時加賀號也是第一艘被發現的日本航空母艦，也是自1999年美國Nauticos公司拍攝到疑似加賀號的水下照片後，最大的發現。

#### 赤城號

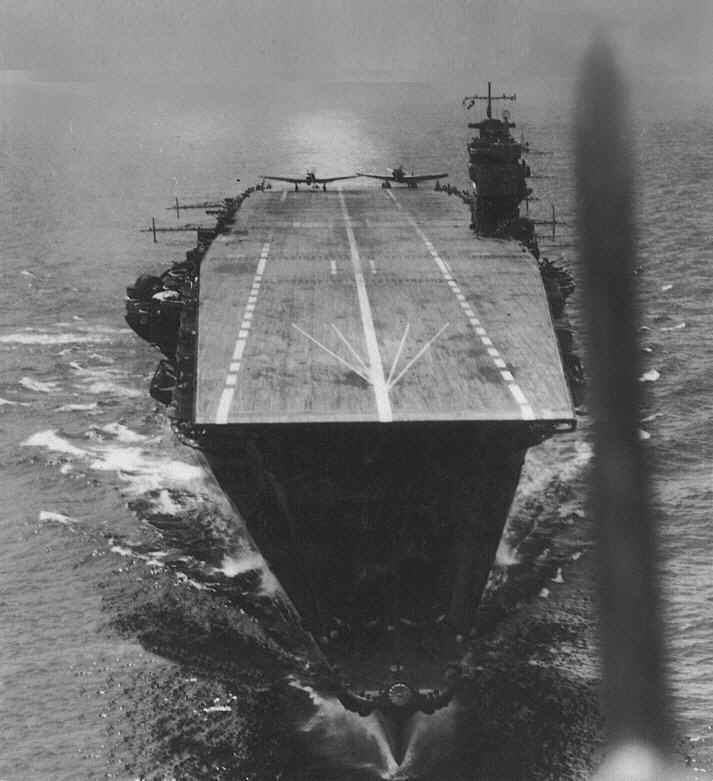
赤城號航空母艦，拍攝於1942年

2019年10月20日，海豹行動的負責人羅伯·卡夫特（Rob Kraft）和海軍歷史與遺產司令部歷史學家弗蘭克·湯普森利用海燕號高頻聲納確定日本赤城號航空母艦的殘骸。赤城號位於夏威夷珍珠港西北1,300英里（2,100公里）處，發現深度為5,490米（18,011英尺）。

#### 鳥海號
2019年10月26日，搜索小組宣布在早前的5月5日，在在菲律賓海域發現的殘骸確定為大日本帝國的鳥海號重巡洋艦，位在5,173米深處。

#### 約翰斯頓號
2019年10月30日，探險小組宣布發現約翰斯頓號驅逐艦的殘骸，沈船的深度為6,220米（20,406英尺），據信這是人類有史以來發現最深的沉船。

#### MV Doña Paz和MT Vector
2019年12月19日，探險小組宣布對菲律賓渡輪MV Doña Paz和油輪MT  Vector的殘骸進行定位和調查，兩艘船於1987年12月20日於菲律賓的塔布拉斯海峽相撞，導致約有4,386名乘客和船員死亡。被認為是歷史上最致命的海難之一。最終則在在錫布延海500 米（1,600 英尺）的深度發現兩艘沉船，殘骸的彼此距離則相距 2,200 米（7,200 英尺），基本呈現狀況良好的狀態。

#### 夏威夷大學丟失的 ROV Luukai
在2019年12月24日，海燕號宣佈於北瓦胡島的深度處4,720 米（15,490 英尺）的空間找到了失蹤40年，夏威夷大學海洋與地球科學與技術學院 (SOEST) 所丟失的海底研究無人機ROV Luukai，並在最後打撈上岸。

### 2020年至今

#### 長期停泊
2020年6月11日，海燕在其 Facebook 頁面上宣布，因嚴重特殊傳染性肺炎疫情將無限期停泊，並在9月3日抵達利斯。目前仍在港口停泊。

## 外部連結
维基共享资源上的相關多媒體資源：海燕號